# Monumento al Sagrado Corazón de Jesús (Oviedo)

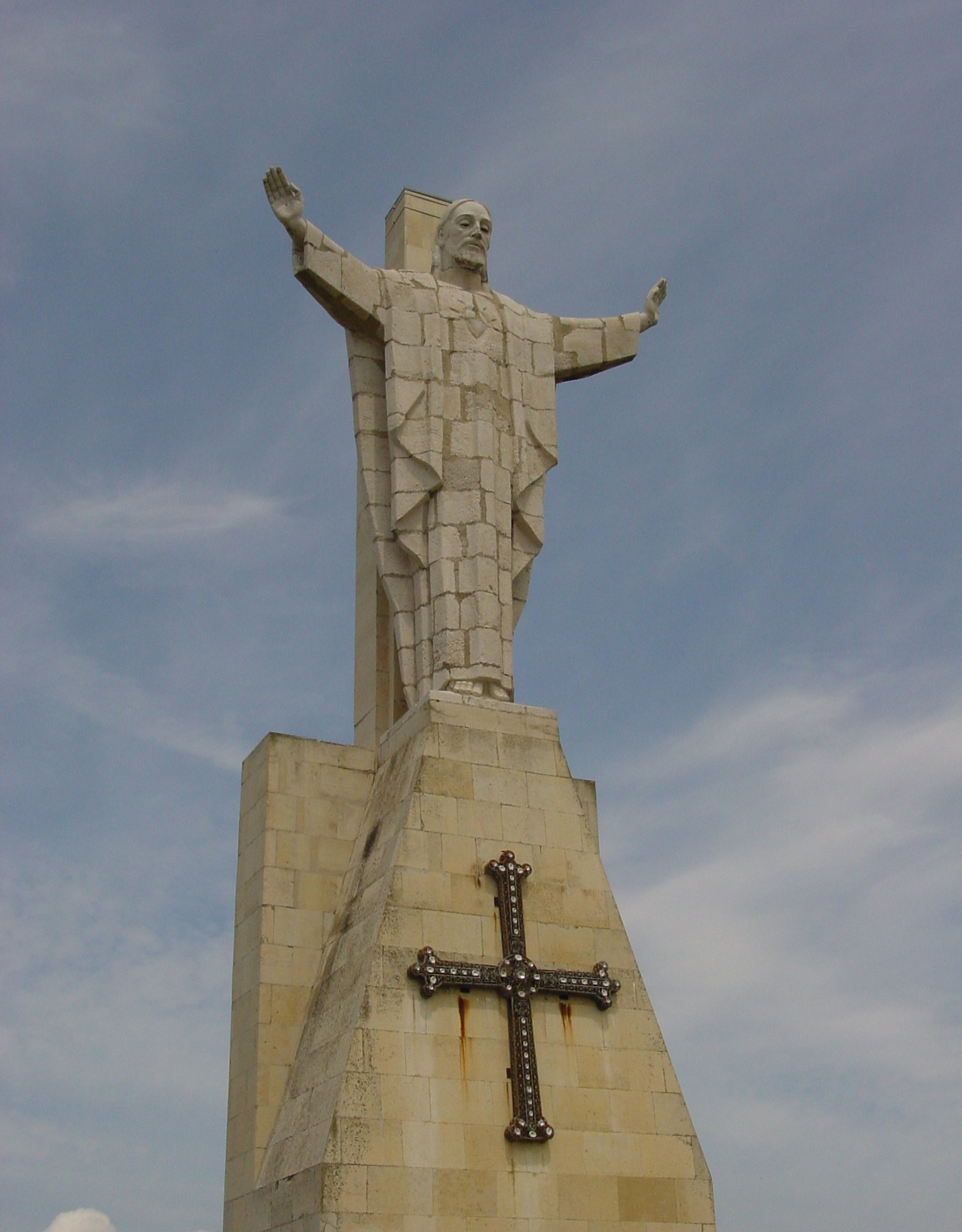
Monumento al Sagrado Corazón de Jesús.

El monumento al Sagrado Corazón de Jesús, ubicado en la cima del monte Naranco, en la ciudad de Oviedo, Principado de Asturias, España, es una de las más de un centenar de esculturas urbanas que adornan las calles de la mencionada ciudad española.
El paisaje urbano de esta ciudad se ve adornado por obras escultóricas, generalmente monumentos conmemorativos dedicados a personajes de especial relevancia en un primer momento, y más puramente artísticas desde finales del siglo XX.
La escultura, hecha en piedra, es obra de Gerardo Zaragoza y Rafael Rodríguez Urrusti, y está datada en 1980. La escultura del Sagrado Corazón de Jesús fue diseñada por García Lomas; tenía treinta metros de altura y es obra de Gerardo Zaragoza, mientras que la de la Cruz de la Victoria, de 5 metros de altura, es obra de Rafael  Rodríguez Urrusti. Para realizar el montaje de la obra se contó con el escultor ovetense José Antonio Nava Iglesias, quien realizó las mejoras y las copias necesarias para hacer frente a los desperfectos que el transporte había ocasionado al conjunto de la obra.
Para sufragar los gastos se realizó una colecta popular en la que se recaudaron 10 de los 17 millones necesitados, lo cual permitía ver posible la realización del proyecto ideado en 1950 entre el padre Vega y Ramoncita Bertrand, con el apoyo de Sabino Álvarez Gendín (rector de la Universidad de Oviedo), y de otras personalidades de la vida ovetense y asturiana, para emular el que se había levantado en Río de Janeiro. Dieciocho años se tardaron en acabar el proyecto, que se inició el 21 de junio de 1963 con la colocación de la primera piedra, y se finalizó el 5 de julio de 1981, fecha en que se llevó a cabo su inauguración.